# چارلی مک‌داول
چارلی مک‌داول (انگلیسی: Charlie McDowell؛ زادهٔ ۱۰ ژوئیهٔ ۱۹۸۳) کارگردان فیلم، نویسنده اهل ایالات متحده آمریکا است. اولین فیلم او، آنکه دوستش دارم با بازی مارک دوپلاس، الیزابت ماس و تد دنسن بود. این فیلم در جشنواره فیلم ساندنس در ۲۱ ژانویه سال ۲۰۱۴ منتشر شد. همسر او بازیگر معروف آمریکایی لی‌لی کالینز است.